# Kristen Dalton
Kristen V. Hocking-Dalton (San Diego County, 14 februari 1973) is een Amerikaanse actrice en filmproducente.

## Biografie
Dalton trouwde in 1993, in 2009 is zij gescheiden maar zij hield de naam haar ex-man (Dalton).
Dalton begon in 1989 met acteren in de film Tango & Cash met Kurt Russell en Sylvester Stallone. Hierna heeft ze in meerdere televisieseries en films gespeeld, zoals Beverly Hills, 90210 (1994), Diagnosis Murder (1995), Pensacola: Wings of Gold (1997), JAG (1999), Stargate SG-1 (2004), The Dead Zone (2002 – 2006) en CSI: NY (2008).

## Filmografie

### Films
Uitgezonderd korte films.
- 2021 Raunch and Roll - als Christine Tucker
- 2020 Steel Rain 2 - als Joanne Martin
- 2019 Murder In-Law - als Allison
- 2018 Dirty Dead Con Men - als Aveline Packard
- 2018 Off the Menu - als Stacey Flanagan
- 2018 Destroy X Fire - als Anastasia
- 2017 Gangcheolbi - als Joanne Martin
- 2015 Sick People - als Cassie
- 2015 The Two Pamelas - als Kelly O'Connor
- 2014 10.0 Earthquake - als Stephanie
- 2013 A Mother's Rage - als Emily Tobin
- 2012 Last Day on Earth – als mrs. Grimaldi
- 2012 Jack Reacher - als Mindy
- 2012 The Cottage - als Chloe Carpenter
- 2012 A Dangerous Place – als Claire Scully
- 2011 The Perfect Family - als Theresa Henessy
- 2008 Babysitter Wanted – als Violet Stanton
- 2006 Christmas on Chestnut Street – als Dianne Crouch
- 2006 The Departed – als Gwen
- 2006 Scarlett – als Veronique
- 2002 The Dead Zone – als Dana Bright
- 2002 Gleason – als Audrey Meadows
- 2001 Surviving Gilligan’s Island: The Incredibly Treu Story of the Longest Three Hour Tour in History – als Tina Louise
- 2001 Lovely & Amazing – als verkoopster
- 2001 Burning Down the House – als vrouw in café
- 2000 They Nest – als Nell Bartle
- 1998 A Night at the Roxbury – als vriendin van Grieco
- 1997 Hollywood Confidential – als Dee Dee Powers
- 1997 Mother Knows Best – als Lynn
- 1996 The Sweeper – als Rachel
- 1996 Hourglass – als lachende vrouw
- 1996 The Wolves – als Barbara
- 1995 Digital Man – als Gena
- 1994 Family Album – als Maizie
- 1994 Bitter Vengeance – als Isabella Martens
- 1994 Every Breath – als Vrouw
- 1989 Tango & Cash – als Lynn

### Televisieseries
Uitgezonderd eenmalige gastrollen.
- 2008 CSI: NY - als Quinn Shelby - 2 afl.
- 2002 -2006 The Dead Zone – als Dana Bright – 16 afl.
- 1994 beverly Hills, 90210 – als Jamie Young – 2 afl.

### Filmproducente
- 2018 Destroy X Fire - film
- 2012 Last Day on Earth - film
- 2012 The Cottage - film
- 2012 A Dangerous Place - film

- Bibliothèque nationale de France: cb141687705 (data)
- Gemeinsame Normdatei: 1112759190
- International Standard Name Identifier: 0000 0004 4709 8498
- Library of Congress Control Number: no2012133130
- Virtual International Authority File: 74061158
- WorldCat: E39PBJpdThdxXF87YdcY6qdWjC